# Constantine Phipps (1er marquis de Normanby)
Constantine Henry Phipps, 1er marquis de Normanby (15 mai 1797 - 28 juillet 1863) titré « vicomte Normanby » (entre 1812 et 1831) puis titré « comte de Mulgrave » (entre 1831 et 1838) est un homme politique, diplomate et pair britannique.

## Biographie

### Jeunesse
Il est le fils de Henry Phipps, 1er comte de Mulgrave et de Martha Sophia, fille de Christopher Thompson Maling. 
Son arrière-grand-père, William Phipps, épouse Catherine Annesley, fille et héritière de James Annesley, 3e comte d'Anglesey, et de son épouse Catherine Darnley (fille illégitime du roi Jacques II d'Angleterre de sa maîtresse Catherine Sedley, comtesse de Dorchester). Catherine Darnley a ensuite épousé John Sheffield, 1er duc de Buckingham et Normanby. 
Il fait ses études à Harrow et au Trinity College, à Cambridge où il est le deuxième président de la Cambridge Union Society .

### Carrière politique

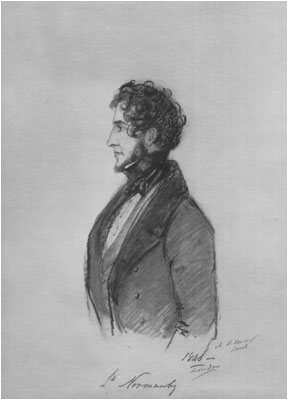
Portrait du 1er marquis de Normanby par Alfred d'Orsay en 1840.

Après avoir atteint la majorité, il est élu sous le patronage de son père pour Scarborough en 1818. Cependant, à l'été de 1819, il commence à rompre avec la politique conservatrice de sa famille et signale sa conversion aux Whigs en rejoignant le club de Brooks le 3 décembre. Lorsque le Parlement est dissous en 1820, Normanby se trouve à Florence, en Italie, où il se rendait régulièrement. Son frère Charles maintient les positions de la famille au sein de la société de Scarborough et Normanby est réélu en son absence en mars, bien qu’il soit en conflit politique avec son père. Cet état de choses ne devait pas durer longtemps: en mai, Lord Mulgrave oblige Normanby à démissionner afin de libérer le siège au profit de son frère Edmund Phipps.
Sa position en tant que fils d'un ancien ministre conservateur valorise Normanby auprès des Whigs, qui espèrent le ramener au Parlement à un autre siège. On tente de le faire élire à St Ives lors d'une élection partielle en 1821, mais l'appui se révèle insuffisant et Normanby se retire. La maladie et la mort de William Plumer au début de 1822 lui permettent d'être élu en février au siège de Higham Ferrers, un arrondissement de poche sous le contrôle du comte Fitzwilliam. Ses pamphlets politiques et ses discours à la Chambre lui valent une réputation considérable. Il est réélu pour Malton aux élections générales de 1826 un autre arrondissement de Fitzwilliam. Il est déjà connu comme écrivain de contes romantiques, The English in Italy (1825); la même année, il fait son apparition comme romancier avec Mathilde et, en 1828, il publie un autre roman, Yes and No. Il refuse d’être de nouveau candidat pour Malton en 1830, anticipant le décès imminent de son père, et est donc hors du Parlement lorsque Charles Grey, 2e comte Grey forme un gouvernement en novembre 1830. Il espère trouver un emploi auprès du ministère des affaires étrangères, mais aucun n'est à pourvoir. Par l'intermédiaire de John Lambton, 1er comte de Durham, il sollicite de Grey une requête d'accélération de titre au début de 1831, qui l'aurait amené à la Chambre des lords avant la mort de son père, mais il accède au comté de Mulgrave à la mort de son père en avril.
En 1832, il est nommé gouverneur de la Jamaïque, puis Lord lieutenant d'Irlande (1835-1839). Lors de sa visite à Wexford en 1836, il entend une allocution de félicitations dans les anciens dialectes Forth et Bargy, alors sur le point de disparaître. Il est créé marquis de Normanby le 25 juin 1838, et occupe successivement les fonctions de Secrétaire d'État à la Guerre et aux Colonies et Secrétaire d'État à l'Intérieur dans les dernières années du gouvernement de William Lamb, 2e vicomte Melbourne. En tant que secrétaire colonial, il écrit une lettre d’instructions à William Hobson, dans laquelle il expose la politique du gouvernement en matière de souveraineté de la Nouvelle-Zélande.

### Carrière diplomatique
De 1846 à 1852, il est ambassadeur à Paris et de 1854 à 1858, il est ministre à Florence. La publication en 1857 d'un journal tenu à Paris pendant la période orageuse de 1848 (une année de révolution ) le place dans une violente controverse avec Louis Blanc et entre en conflit avec Henry John Temple et William Ewart Gladstone, sur des questions de politique française et italienne.

## Famille
Il épouse, le 12 août 1818, Maria Liddell (1798-1882), fille de Thomas Liddell, 1er baron Ravensworth et de Maria Susannah Simpson. Ils ont un enfant.
- George Phipps, 2e marquis de Normanby (23 juillet 1819 - 3 avril 1890) épouse Laura Russell (22 janvier 1816 - 26 janvier 1885), dont descendance.

## Distinctions

### Décorations britanniques
- Chevalier de l'Ordre de la Jarretière (19 février 1851)
- Chevalier grand-croix de l'Ordre du Bain (1847)
- Chevalier grand-croix de l'Ordre royal des Guelfes